# Zamana straminea
Zamana straminea är en fjärilsart som beskrevs av Walter Karl Johann Roepke 1943. Zamana straminea ingår i släktet Zamana och familjen tandspinnare. Inga underarter finns listade i Catalogue of Life.